# اگوست کپ
اگوست کپ (انگلیسی: August Kop; ۵ مهٔ ۱۹۰۴ – ۳۰ آوریل ۱۹۴۵) بازیکن هاکی روی چمن اهل پادشاهی هلند بود.